# Artūrs Silagailis
Artūrs Silagailis (ur. 3 maja 1987 w Rzeżycy) – łotewski piłkarz, grający na pozycji obrońcy.

## Kariera piłkarska

### Kariera klubowa
W 2006 rozpoczął karierę piłkarską w SK Blāzma. W lutym 2009 przeszedł do Krywbasa Krzywy Róg. W 2010 bronił barw trzech klubów FK Ventspils, KF Tirana i FK Homel.

### Kariera reprezentacyjna
Występował w młodzieżowej reprezentacji Łotwy.